# Holden NSW Open 1990
Holden NSW Open 1990 (за назвою спонсора) - чоловічий і жіночий тенісний турнір, що проходив на відкритих кортах з твердим покриттям. Відбувсь удев'яностовосьме. Належав до ATP International Series в рамках Туру ATP 1990 і турнірів 3-ї категорії в рамках Туру WTA 1990. Відбувся на White City Stadium у Сіднеї (Австралія) з 8 до 14 січня 1990 року. Яннік Ноа і Наташа Звєрєва здобули титул в одиночному розряді.

## Фінальна частина

### Одиночний розряд, чоловіки
Яннік Ноа —  Карл-Уве Стіб, 5–7, 6–3, 6–4
- Для Ноа це був перший титул в одиночному розряді за сезон і 23-й (останній) - за кар'єру.

### Одиночний розряд, жінки
Наташа Звєрєва —  Барбара Паулюс, 4–6, 6–1, 6–3
- Для Звєрєвої це був другий титул за сезоні за кар'єру.

### Парний розряд, чоловіки
Пет Кеш /  Марк Кратцманн —  Пітер Олдріч /  Дані Віссер, 6–4, 7–5
- Для Кеша це був перший титул у парному розряді за сезон, і 10-й - за кар'єру.
- Для Кратцманна це був перший титул у парному розряді за сезон і дев'ятий за кар'єру.

### Парний розряд, жінки
Яна Новотна /  Гелена Сукова —  Лариса Савченко /  Наташа Звєрєва, 6–3, 7–5
- Для Новотної це був другий титул у парному розряді за сезон, і 16-й — за кар'єру.
- Для Сукової це був другий титул у парному розряді за сезон, і 33-й — за кар'єру.